# ジヴェ
ジヴェ （フランス語:Givet、ワロン語:Djivet）は、フランス、グラン・テスト地域圏、アルデンヌ県のコミューン。ジヴェは毎年11月11日のタマネギ市（Foire aux Oignons）で知られており、通りは出店や移動遊園地（fr）でにぎやかになる。

## 地理

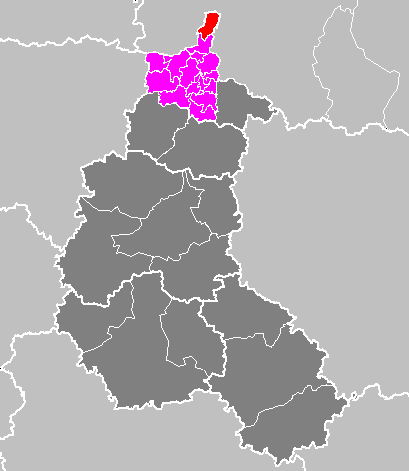
ピンク色がシャルル＝メジエール郡。赤がジヴェ小郡

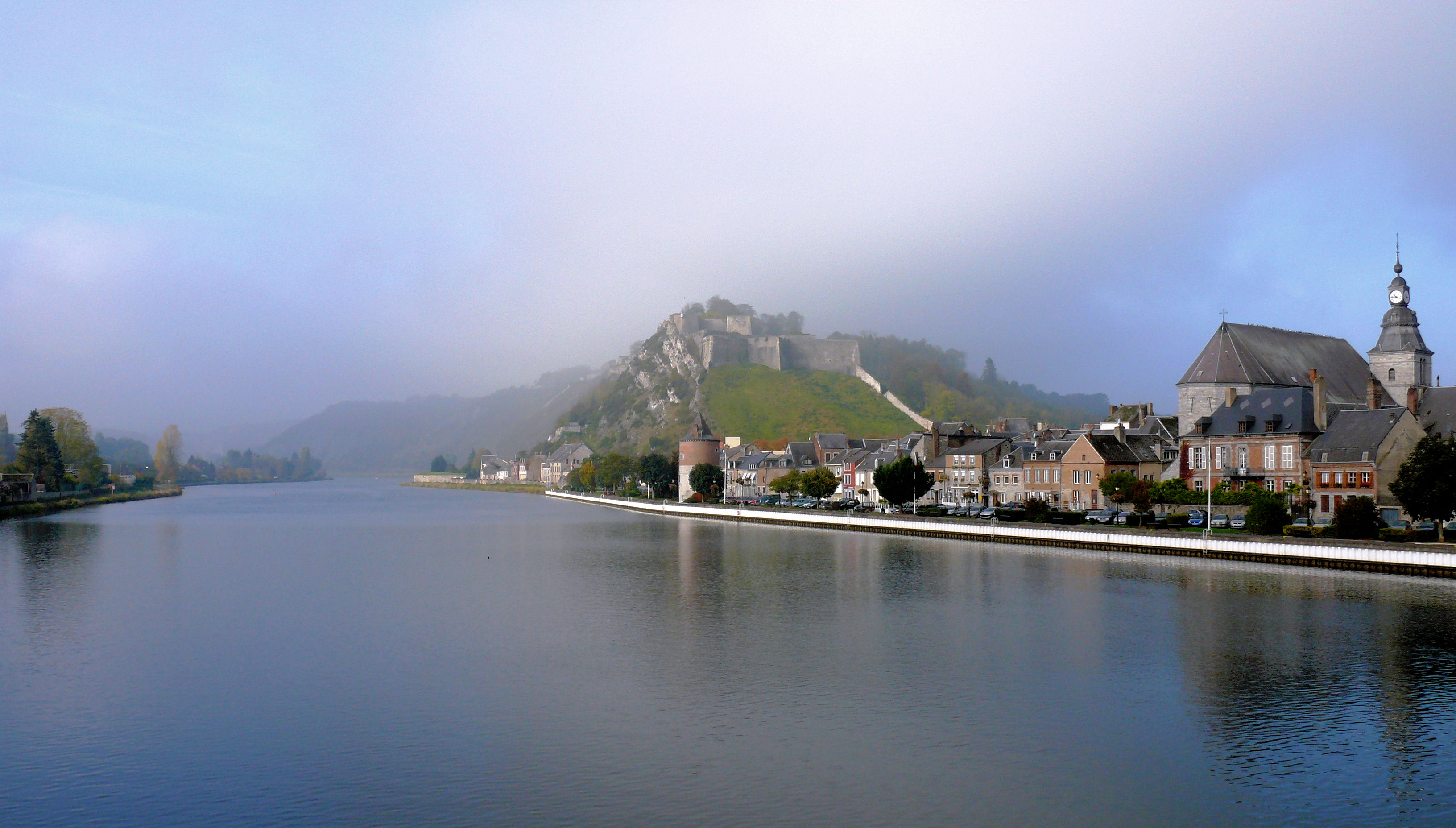
マース川谷とシャルルモン砦

ジヴェはフランス領内にあるマース川谷の最北部にある。地図を見ればわかるように、フランス領内のマース川谷はベルギー領アルデンヌに深く入り込んでおり、フランスではポワント・ド・ジヴェ（Pointe de Givet）、ベルギーではボット・ド・ジヴェ（Botte de Givet、ジヴェの長靴）の名で一般的に知られている。ポワント・ド・ジヴェは、ルイ14世がスペイン領ネーデルラント及びリエージュ司教領との間に結んだ条約で、フランス領となった。彼の野望は、どんな代価を払ってもマース川谷を維持することにあった。
ジヴェは、ベルギーのカレスティエンヌ地方（地理上の区分）の中間にある。
ジヴェでは、ウイユ川がマース川と合流する。
地質学上、ジヴェはデヴォン紀の露頭にある。
ジヴェはマース川を挟んだ両岸に広がる。左岸の上流側はシャルルモン砦に代表される、切り立った岬である。右岸は、塔や古い砦跡が最長部にあるアウル山である。グラン＝ジヴェまたはジヴェ・サンティエールと呼ばれる中心部は、マース川左岸の、川と線路に挟まれた旧市街である。ウイユ川が合流する右岸は、プティ＝ジヴェまたはジヴェ＝ノートルダムと呼ばれる。

## 歴史

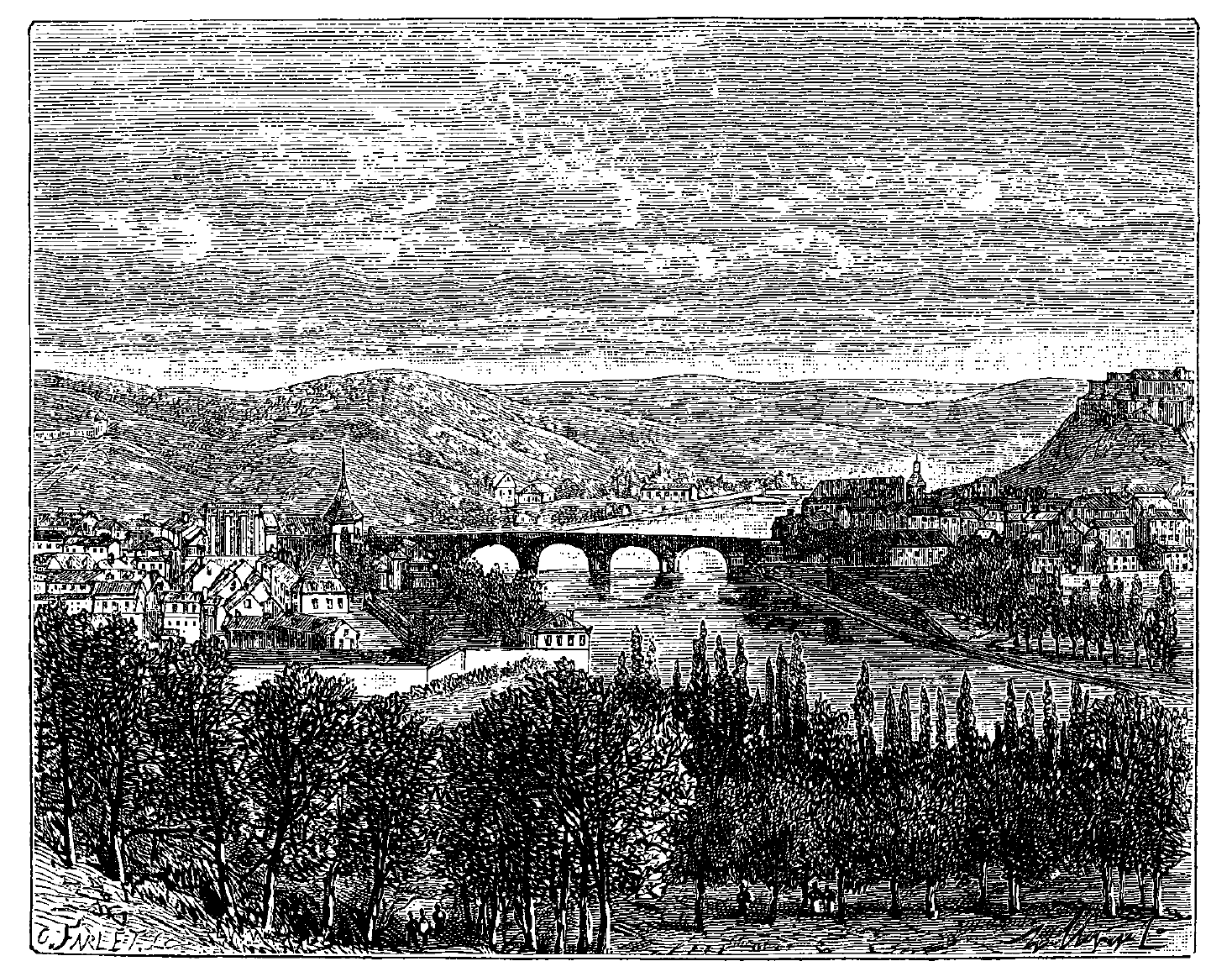
1897年に描かれたジヴェ

中世後期、ジヴェはリエージュ司教領に属していた。神聖ローマ皇帝カール5世は、ジヴェに砦建設を命じ、自分の名にちなみシャルルモン砦と名づけた。1680年、シャルルモンの地はナイメーヘンの和約によってルイ14世のものとなった。レイスウェイク条約を補完した1699年のリール条約によって、ジヴェ両岸地区がフランス領となった。フランス王はセバスティアン・ル・プレストル・ド・ヴォーバンに命じてシャルルモンやグラン＝ジヴェの防衛を強化させた。
第一次世界大戦中の1914年8月29日から3日間、ジヴェはドイツ帝国陸軍に砲撃された。第二次世界大戦中の1940年5月12日にナチス・ドイツ陸軍に占領され、1944年9月7日に解放された。1944年12月、シャルルモン砦にはアメリカ陸軍兵士11,000人あまりがいた。同年12月24日、ドイツ軍によるアルデンヌ再攻撃が始まり、一時はジヴェの門にまで達した。しかしバストーニュの戦いでの連合国軍の勝利により、ドイツは敗北した。

## 交通
- 道路 - D8051は南へはフランス国内方面の道路となり、北へ向かうと国境を越えナミュールまでつながる。コミューンを東西に走るD949は、ベルギーのRN40とつながる。
- 鉄道 - フランス国鉄ジヴェ駅。TERシャンパーニュ＝アルデンヌ線のシャルルヴィル＝メジエール区間。

## 経済
18世紀からほぼ150年間、品質の良いセラミック製パイプの生産が盛んだった。工業の町として正式に知られているジヴェだが、現在は失業率が高い。

## ジヴェとワロン語圏
1914年以前のジヴェは、ドンコル・エ・ソンル（Doncols et Sonlez、ルクセンブルク大公国内でのワロン語地域。現在はほぼ消滅）と、プロイセン領ワロニア（Wallonie prussienne）とともに、ベルギー国外でのワロン語圏であった。たとえボット・ド・ジヴェ住民が十分なワロン語を話せなくても、ジヴェ住民は自らをBramin d'pîres min pon d'kaûres（たくさんの石があるが金がない）と称する。これは、軍駐屯地の存在が岩だらけで平らな土地のないジヴェを養ってきたことを意味している。